# Asmir Begović
Asmir Begović, född 20 juni 1987 i Trebinje i Jugoslavien, är en bosnisk fotbollsspelare (målvakt) som spelar för Everton i Premier League.

## Karriär
Begović började sin proffskarriär i Portsmouth 2005. Han flyttade från Portsmouth till Stoke City vintern 2010.
Den 13 januari 2020 lånades Begović ut till Milan på ett låneavtal över resten av säsongen 2019/2020. Den 20 juli 2021 värvades Begović av Everton, där han skrev på ett ettårskontrakt med option på ytterligare ett år.
Den 17 juli 2023 värvades Begović av Queens Park Rangers, där han skrev på ett ettårskontrakt.
Den 23 augusti 2024 återvände Begović till Everton.